# Rijksbeschermd gezicht Zutphen
Gezicht Zutphen is een van rijkswege beschermd stadsgezicht in Zutphen in de Nederlandse provincie Gelderland. De procedure voor aanwijzing werd gestart op 31 januari 1980. Het gebied werd op 9 januari 1986 definitief aangewezen. Het beschermd gezicht beslaat een oppervlakte van 76,7 hectare.
Panden die binnen een beschermd gezicht vallen krijgen niet automatisch de status van beschermd monument. Wel zal de gemeente het bestemmingsplan aanpassen om nieuwe ontwikkelingen in het gebied te reguleren. De gezichtsbescherming richt zich op de stedenbouwkundige en cultuurhistorische waardering van een gebied en wil het toekomstig functioneren daarvan veiligstellen.